# Carpodectes nitidus
Carpodectes nitidus là một loài chim trong họ Cotingidae.
Loài này được tìm thấy ở Trung Mỹ, nơi môi trường sống tự nhiên của chúng là rừng ẩm vùng đất thấp nhiệt đới hoặc cận nhiệt đới và rừng trước đây suy thoái nghiêm trọng. Chim trống có màu trắng còn chim mái có màu xám nhạt.